# Lecithaster stellatus
Lecithaster stellatus är en plattmaskart. Lecithaster stellatus ingår i släktet Lecithaster och familjen Hemiuridae. Inga underarter finns listade i Catalogue of Life.